# Tibete sob o domínio Qing

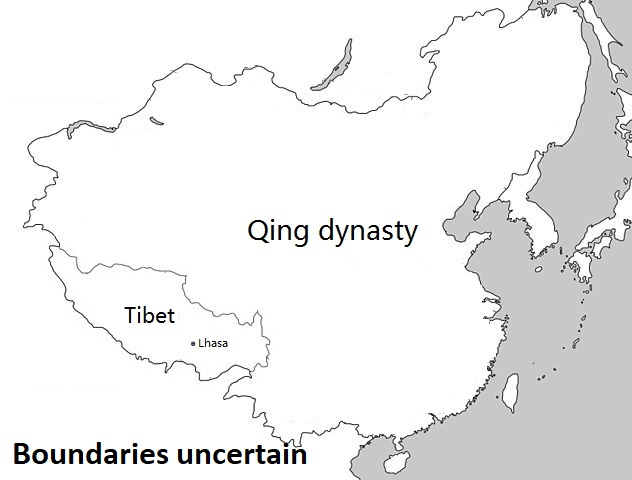
Tibete na dinastia Qing.

O Tibete sob o domínio Qing (1720–1912) é o nome dado ao período durante o qual a região do Tibete esteve sob domínio da dinastia Qing. Foi estabelecido após a expulsão dos Zungarios que até então ocuparam o Tibete e terminou cerca de dois séculos depois, com a queda do Império em 1912. Os imperadores Qing nomeavam comissários conhecidos como Ambans (Tibetano: ཨམ་ བན་) que representavam a autoridade Qing sobre a teocracia budista do Tibete, agindo de forma semelhante a um governador residente em um protetorado.
No final do século XIX a hegemonia Qing sobre o Tibete permanecia na teoria, mas não na prática, dado o peso dos fardos das relações internas e externas de Qing.No entanto, Qing começou a tomar medidas para reafirmar sua autoridade logo após a invasão britânica do Tibete em 1903–1904. Depois que a dinastia Qing foi derrubada em 1911, o Tibete entrou em um novo período político de 1912 a 1951.

## História
Güshi Khan de Khoshut em 1641 derrubou o príncipe de Tsang e fez do 5.º Dalai Lama a maior autoridade espiritual e política do Tibete, estabelecendo o regime conhecido como Ganden Phodrang. A época do 5º Dalai Lama também foi um período de rico desenvolvimento cultural.
Com Güshi Khan, que fundou o Canato de Khoshut como um suserano pouco envolvido, o 5º Dalai Lama conduziu a política externa independentemente dos Qing, com base em sua autoridade espiritual entre os mongóis. Ele atuou como mediador entre as tribos mongóis e entre os mongóis e o imperador Qing Kangxi. O Dalai Lama atribuiria territórios às tribos mongóis, e essas decisões eram confirmadas rotineiramente pelo imperador. Em 1674, o imperador pediu ao Dalai Lama que enviasse tropas mongóis para ajudar a reprimir a revolta dos três feudatórios de Wu Sangui em Yunnan. O Dalai Lama se recusou a enviar tropas e aconselhou Kangxi a resolver o conflito em Yunnan dividindo a China com Wu Sangui. O Dalai Lama professou abertamente a neutralidade, mas trocou presentes e cartas com Wu Sangui durante a guerra, aprofundando ainda mais as suspeitas Qing e irritando-os contra o Dalai Lama Este foi aparentemente um ponto de partida para o imperador, que começou a agir para lidar com o Mongóis diretamente, em vez de por meio do Dalai Lama.
Lobsang Gyatso, o 5.º Dalai Lama, morreu em 1682. Seu regente, Desi Sangye Gyatso, ocultou a morte e continuou a agir em seu nome. Em 1688, Galdan Boshugtu Khan do Khoshut derrotou os mongóis Khalkha e partiu para a batalha contra as forças Qing. Isso contribuiu para a perda do papel do Tibete como mediador entre os mongóis e o imperador. Várias tribos Khalkha se submeteram formalmente diretamente a Kangxi. Galdan retirou-se para Zungaria. Quando Sangye Gyatso reclamou com Kangxi que ele não poderia controlar os mongóis de Coconor em 1693, Kangxi anexou Coconor, dando-lhe o nome que leva hoje, Qinghai. Ele também anexou Tachienlu em Kham oriental nesta época. Quando Kangxi finalmente destruiu Galdan em 1696, um ardil Qing envolvendo o nome do Dalai Lama estava envolvido; Galdan culpou o Dalai Lama (ainda sem saber de sua morte quatorze anos antes) por sua ruína.

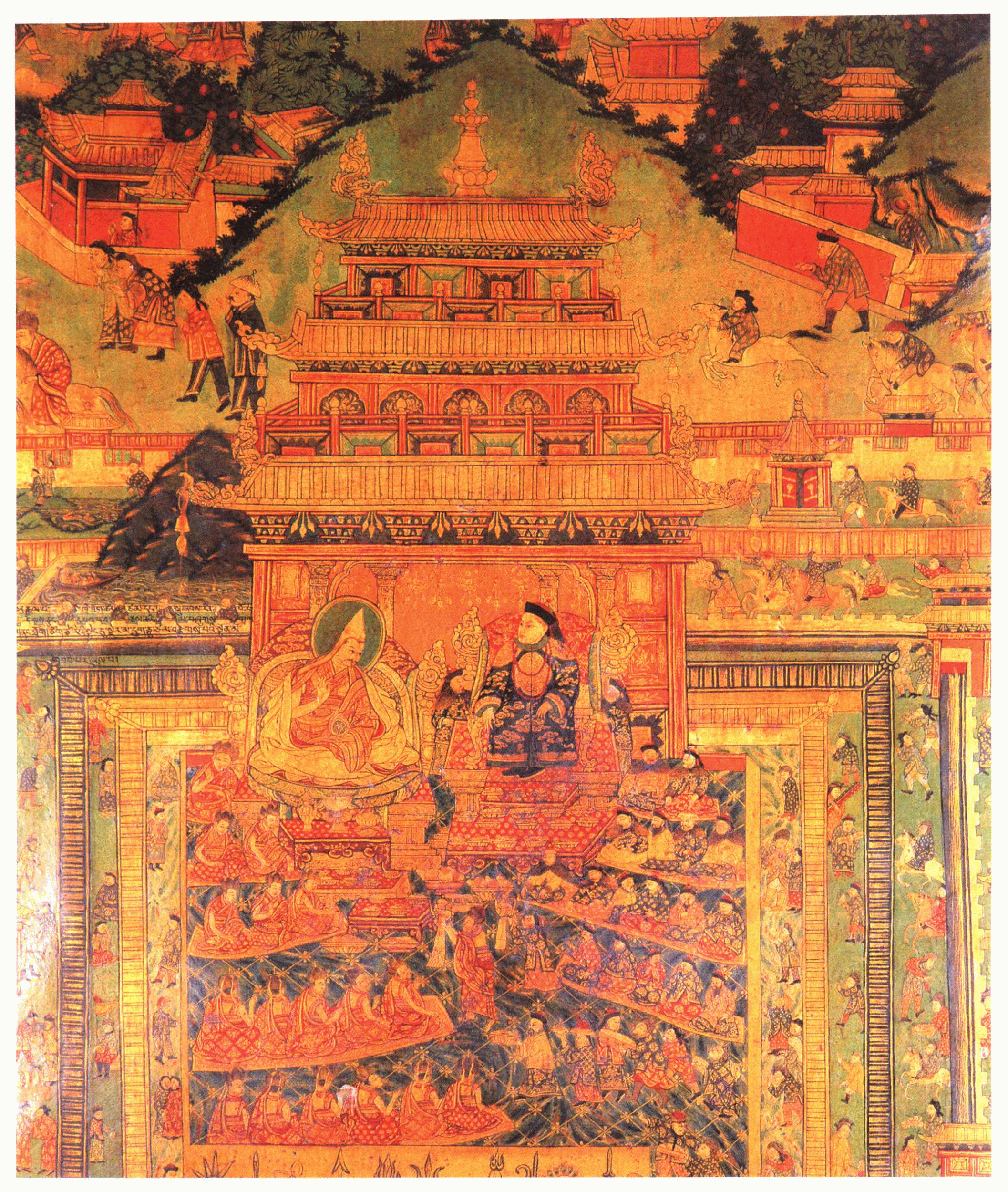
Pintura do Palácio de Potala do 5º Dalai Lama encontrando-se com o Imperador Shunzhi em Pequim, 1653.

Nessa época, alguns Zungarios informaram ao imperador Kangxi que o 5º Dalai Lama havia morrido há muito tempo. Ele enviou emissários a Lassa para inquirir. Isso levou Sangye Gyatso a tornar público Tsangyang Gyatso, o 6º Dalai Lama. Ele foi entronizado em 1697. Tsangyang Gyatso desfrutava de um estilo de vida que incluía bebida, a companhia de mulheres e escrever canções de amor. Em 1702, ele se recusou a fazer os votos de um monge budista. O regente, sob pressão do imperador e Lhazang Khan de Khoshut, renunciou em 1703. Em 1705, Lhazang Khan usou as escapadas do sexto Dalai Lama como desculpa para assumir o controle de Lassa. O regente Sanggye Gyatso, que se aliara ao Canato de Zungaria, foi assassinado, e o Dalai Lama foi enviado a Pequim. Ele morreu no caminho, perto de Coconor, aparentemente de doença, mas deixando suspeitas. Lhazang Khan nomeou um novo Dalai Lama que, entretanto, não foi aceito pela escola Gelugpa. Kelzang Gyatso foi descoberto perto de Coconor e se tornou um candidato rival. Três abades Gelug da área de Lassa apelaram ao Canato de Zungaria, que invadiu o Tibete em 1717, depôs o pretendente de Lhazang Khan à posição de Dalai Lama e matou Lhazang Khan e sua família inteira. Os Zungarios começaram a pilhar, estuprar e matar em Lassa e seus arredores. Eles também destruíram uma pequena força na Batalha do Rio Salween, que o imperador havia enviado para limpar as rotas comerciais tradicionais.

### Expedição chinesa de 1720

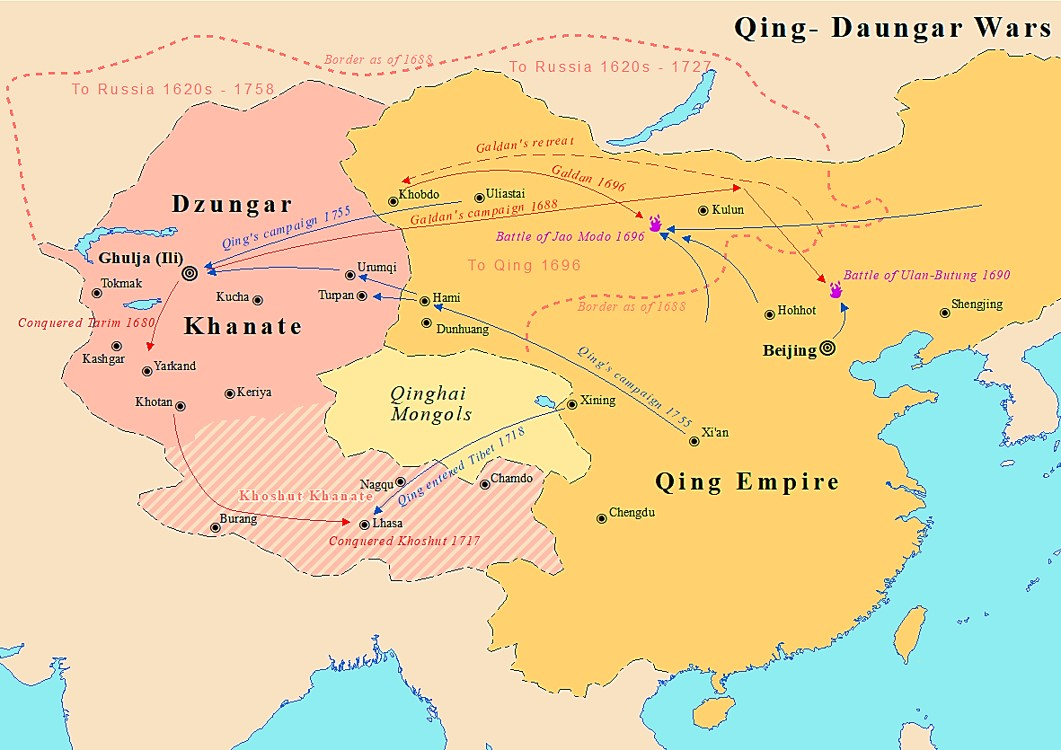
Mapa mostrando as guerras entre a Dinastia Qing e o Canato Zungario.

Em resposta à ocupação Zungaria do Tibete, uma expedição chinesa enviada pelo Imperador Kangxi, juntamente com as forças tibetanas sob Polhanas (também escrito Polhaney) de Tsang e Kangchennas (também escrito Gangchenney), o governador do Tibete Ocidental, expulsou os Zungarios do Tibete em 1720. Eles trouxeram Kelzang Gyatso com eles de Kumbum para Lassa e ele foi instalado como o sétimo Dalai Lama.  Um protetorado chinês sobre o Tibete (descrito como "suficientemente brando e flexível para ser aceito pelo governo tibetano") foi estabelecido nessa época, com uma guarnição em Lassa, e Kham foi anexado a Sichuan. Em 1721, o Qing estabeleceu um governo em Lassa consistindo de um conselho (o Kashag) de três ministros tibetanos, chefiados por Kangchennas. Um príncipe Khalkha foi nomeado amban, ou representante oficial dos Qing no Tibete. Outro Khalkha comandou os militares. O papel do Dalai Lama nessa época era puramente simbólico, mas ainda assim muito influente por causa das crenças religiosas dos mongóis.
Os Qing vieram como patronos de Khoshut, libertadores do Tibete de Zungaria e apoiadores de Kelzang Gyatso, mas quando substituíram Khoshut como governantes de Coconor e do Tibete, eles ganharam o ressentimento de Khoshut e também dos tibetanos de Coconor. Lobsang Danjin, neto de Güshi Khan, liderou uma rebelião em 1723, em que 200.000 tibetanos e mongóis atacaram Xining. O Tibete Central não apoiou a rebelião. A rebelião foi brutalmente reprimida.
Em vários lugares, as tropas da Organização Militar da Dinastia Qing foram guarnecidas durante a guerra Zungaria. As tropas da Organização Militar da Dinastia Qing e Manchu Bannermen faziam parte da força Qing que lutou no Tibete na guerra contra os Zungarios.

### Domínio inicial
O Imperador Kangxi foi sucedido pelo Imperador Yongzheng em 1722. Em 1725, em meio a uma série de transições reduzindo as forças Qing no Tibete e consolidando o controle de Amdo e Kham, Kangchennas recebeu o título de Primeiro Ministro. O imperador ordenou a conversão de todos os Nyingma em Gelug. Essa perseguição criou uma cisão entre Polhanas, que havia sido um monge Nyingma, e Kangchennas. Ambos os oficiais, que representavam os interesses Qing, eram opostos pela nobreza de Lassa, que tinha sido aliada dos Zungarios e era anti-Qing. Eles mataram Kangchennas e assumiram o controle de Lassa em 1727, e Polhanas fugiu para sua terra natal, Ngari. Polhanas reuniu um exército e retomou Lassa em julho de 1728 contra a oposição. As tropas Qing chegaram a Lassa em setembro e puniram a facção anti-Qing executando famílias inteiras, incluindo mulheres e crianças. O Dalai Lama foi enviado para o mosteiro de Lithang em Kham. O Panchen Lama foi trazido para Lassa e foi dada autoridade temporal sobre Tsang e Ngari, criando uma divisão territorial entre os dois altos lamas que seria uma característica duradoura da política chinesa em relação ao Tibete. Dois ambans foram estabelecidos em Lassa, com um número maior de soldados Qing. Durante a década de 1730, as tropas Qing foram novamente reduzidas e Polhanas ganhou mais poder e autoridade. O Dalai Lama voltou a Lassa em 1735, o poder temporal permaneceu com Polhanas. Os Qing descobriram que Polhanas era um agente leal e um governante eficaz sobre um Tibete estável, então ele permaneceu dominante até sua morte em 1747.
Os Qing transformaram a região de Amdo e Kham na província de Qinghai em 1724, e incorporaram o leste de Kham às províncias chinesas vizinhas em 1728. O governo Qing enviou um comissário residente (amban) a Lassa. Um monumento de pedra relacionado à fronteira entre o Tibete e as províncias chinesas vizinhas, acordado por Lassa e Pequim em 1726, foi colocado no topo de uma montanha perto de Bathang e sobreviveu pelo menos até ao século XIX. Essa fronteira, que foi usada até 1910, corria entre as cabeceiras dos rios Mekong e Yangtse. O território a leste da fronteira era governado por chefes tibetanos que prestavam contas à China.
Gyurme Namgyal, filho de Polhanas, assumiu o controle da morte de seu pai em 1747. Os ambans se convenceram de que ele lideraria uma rebelião, então o mataram. A notícia do incidente vazou e um motim estourou na cidade, a multidão vingou a morte do regente matando os ambans. O Dalai Lama interveio e restaurou a ordem em Lassa. O imperador Qianlong (o sucessor de Yongzheng) enviou uma força de 800, que executou a família de Gyurme Namgyal e sete membros do grupo que matou os ambans. O imperador reorganizou o governo tibetano novamente, nominalmente restaurando o poder temporal ao Dalai Lama, mas na verdade consolidando o poder nas mãos dos (novos) ambans. O número de soldados no Tibete foi mantido em cerca de 2.000. As tarefas defensivas foram parcialmente ajudadas por uma força local que foi reorganizada pelo comissário residente, e o governo tibetano continuou a administrar os assuntos do dia-a-dia como antes. O imperador reorganizou o Kashag para ter quatro Kalöns nele.  Ele também tomou por base o budismo para aumentar o apoio entre os tibetanos. Seis thangkas permanecem retratando o imperador como Manjuśrī e os registros tibetanos da época referem-se a ele por esse nome.

Mapa do Império Qing.

O 7.º Dalai Lama morreu em 1757 e o 8.º, Jamphel Gyatso, nasceu no ano seguinte e foi identificado e trazido para Lassa em 1762.

## Invasões gorkha
Em 1779 o terceiro Panchen Lama, fluente também em hindi e persa e bem disposto a ambos os missionários católicos no Tibete e agentes da Companhia Britânica das Índias Orientais na Índia, foi convidado para ir até Pequim para as celebrações do 70.º aniversário do imperador. 
Nos estágios finais de sua visita, depois de instruir o imperador, ele contraiu varíola e morreu em Pequim. No ano seguinte, o 8º Dalai Lama assumiu o poder político no Tibete. As relações problemáticas com o Nepal levaram às invasões Gorkha do Tibete, enviadas por Bahadur Shah, o regente do Nepal, em 1788 e novamente em 1791, quando Shigatse foi ocupada e o grande Mosteiro Tashilhunpo, a então sede dos Panchen Lamas, saqueado e destruído.
Durante a primeira incursão, o Manchu amban em Lassa fugiu para a segurança do Dalai Lama e do Panchen Lama, mas não fez nenhuma tentativa de defender o país, embora despachos urgentes a Pequim alertassem que potências estrangeiras tinham planos para a região e ameaçaram Interesses manchus. Um exército Qing descobriu que as forças nepalesas haviam derretido e nenhuma repressão era necessária. Depois de uma nova incursão em 1791, outro exército de forças manchu e mongóis, suplementado por fortes contingentes de soldados tibetanos (10.000 de 13.000) fornecidos por chefes locais, repeliu essa segunda invasão e perseguiu os gorkhas até o vale de Kathmandu. O Nepal reconheceu a derrota e devolveu todo o tesouro que havia saqueado. O imperador Qianlong ficou desapontado com os resultados de seu decreto de 1751 e o desempenho dos ambans. Uma ampla reforma contida no Decreto Imperial de Vinte e Nove Artigos de 1793 não apenas melhorou seu status, mas ordenou que controlassem as inspeções de fronteira e servissem como canais através dos quais o Dalai Lama e seu gabinete deveriam se comunicar. A mesma Portaria instituiu o sistema Urna Dourada.
O Tibete estava claramente subordinado aos Qing no final do século XVIII. Mas com a chegada do século XIX, especialmente com o enfraquecimento da própria dinastia Qing na segunda metade desse século, a autoridade Qing sobre o Tibete gradualmente enfraqueceu ao ponto de ser minúscula, ou meramente simbólica. Historiadores chineses argumentam que a presença dos ambans foi uma expressão da soberania chinesa, enquanto aqueles que defendem a independência do Tibete tendem a equiparar os ambans com embaixadores.

### A Urna Dourada
A derrota da invasão nepalesa em 1791 aumentou o controle dos Qing sobre o Tibete. A partir desse momento, todos os assuntos importantes deveriam ser submetidos aos ambans.

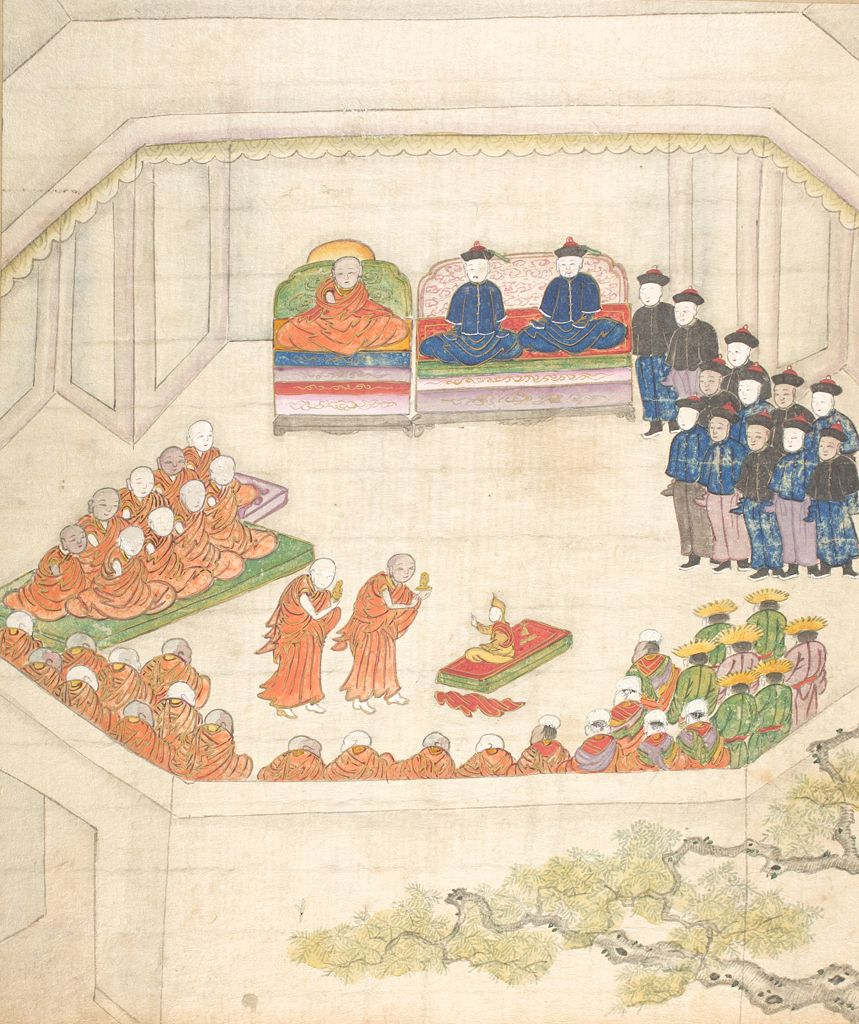
Indução de Lungtok Gyatso, 9º Dalai Lama, na presença de Ambans por volta de 1808.

Em 1792, o imperador emitiu um decreto de 29 pontos que parecia apertar o controle Qing sobre o Tibete. Isso fortaleceu os poderes dos ambans. Os ambans foram elevados acima do Kashag e dos regentes responsáveis pelos assuntos políticos tibetanos. O Dalai e o Panchen Lamas não podiam mais fazer petições diretamente ao imperador chinês, mas apenas por meio dos ambans, que assumiram o controle da defesa da fronteira tibetana, das relações exteriores, da guarnição Qing, do exército tibetano (cuja força foi fixada em 3.000 homens), do comércio. Os ambans deveriam revisar todas as decisões judiciais. A moeda tibetana, que tinha sido a fonte de problemas com o Nepal, também foi colocada sob a supervisão de Pequim.
Também delineou um novo método para selecionar Dalai e Panchen Lama por meio de uma loteria administrada pelos ambans em Lassa. O objetivo era fazer com que o grande lama mongol Qubilγan fosse encontrado no Tibete, e não dos descendentes da aristocracia Činggisid. Nesta loteria, os nomes dos candidatos concorrentes foram escritos em tiras de papel dobradas que foram colocadas em uma urna dourada (mongol: altan bumba; tibetano: gser bum; chinês: jīnpíng:金瓶).  O imperador também queria desempenhar esse papel na escolha das reencarnações, porque a Escola Gelugpa dos Dalai Lamas era a religião oficial de sua corte.
Apesar dessa tentativa de se intrometer nos assuntos tibetanos, geralmente a urna do imperador foi educadamente ignorada, exceto quando, em meados do século XIX, o apoio Qing foi necessário contra a invasão estrangeira e nepalesa. A seleção foi feita pelos funcionários tibetanos apropriados usando a comitiva da encarnação anterior, ou labrang, com a seleção sendo aprovada após o fato pelo imperador.Nesses casos, o imperador também emitiria uma ordem dispensando o uso da urna. O décimo Dalai Lama foi realmente selecionado por métodos tradicionais tibetanos, mas em resposta à insistência do amban, o regente anunciou publicamente que a urna havia sido usada. O décimo primeiro Dalai Lama foi selecionado pelo método da urna dourada. O décimo segundo Dalai Lama foi selecionado pelo método tibetano, mas foi confirmado por meio de sorteio.

### Expedição britânica ao Tibete (1903–1904)
As autoridades da Índia britânica renovaram seu interesse pelo Tibete no final do século XIX, e vários indianos entraram na região, primeiro como exploradores e depois como comerciantes. Tratados sobre o Tibete foram concluídos entre a Grã-Bretanha e a China em 1886,  1890, e 1893,mas o governo tibetano recusou-se a reconhecer sua legitimidade e continuou a barrar os enviados britânicos de seu território. Durante "The Great Game", um período de rivalidade entre a Rússia e a Grã-Bretanha, os britânicos desejavam um representante em Lassa para monitorar e compensar a influência russa.
No início do século XX os impérios britânico e russo estavam competindo pela supremacia na Ásia Central. Sob o pretexto de impedir os russos, em 1904, uma expedição britânica liderada pelo coronel Francis Younghusband foi enviada a Lassa para forçar um acordo comercial e impedir os tibetanos de estabelecer relações com os russos. Em resposta, o ministério do exterior chinês afirmou que a China era soberana sobre o Tibete, a primeira declaração clara de tal afirmação. Antes de as tropas britânicas chegarem a Lassa, o 13º Dalai Lama fugiu para a Mongólia Exterior e depois foi para Pequim em 1908. 
Um tratado em 1904 conhecido como Tratado de Lassa foi imposto que exigia que o Tibete abrisse sua fronteira com a Índia britânica, para permitir que os comerciantes britânicos e indianos viajassem livremente, para não impor direitos alfandegários no comércio com a Índia, uma exigência dos britânicos de que Lassa teve que pagar 2,5 milhões de rúpias como indenização e não entrar em relações com nenhuma potência estrangeira sem a aprovação britânica.
O tratado anglo-tibetano foi seguido por um tratado sino-britânico em 1906 pelo qual o "Governo da Grã-Bretanha se compromete a não anexar o território tibetano ou a interferir na administração do Tibete. O Governo da China também se compromete a não permitir qualquer outro país estrangeiro Estado para interferir com o território ou administração interna do Tibete." Além disso, Pequim concordou em pagar a Londres 2,5 milhões de rúpias, o que Lassa foi forçado a concordar no tratado anglo-tibetano de 1904.Em 1907, a Grã-Bretanha e a Rússia concordaram que "em conformidade com o princípio admitido da suserania da China sobre o Tibete", ambas as nações "se comprometem a não entrar em negociações com o Tibete, exceto por intermédio do governo chinês."

## References
1. ↑  Emblems of Empire: Selections from the Mactaggart Art Collection, by John E. Vollmer, Jacqueline Simcox, p154
2. ↑  Revolution and Its Past: Identities and Change in Modern Chinese History, by R. Keith Schoppa, p341
3. ↑  India Quarterly (volume 7), by Indian Council of World Affairs, p120
4. ↑  René Grousset, The Empire of the Steppes, New Brunswick 1970, p. 522
5. ↑  Wellens, Koen (2011). Religious Revival in the Tibetan Borderlands: The Premi of Southwest China. [S.l.]: University of Washington Press. p. 36. ISBN 978-0295801551
6. ↑  Dai, Yingcong (2011). The Sichuan Frontier and Tibet: Imperial Strategy in the Early Qing. [S.l.]: University of Washington Press. p. 42. ISBN 978-0295800707
7. ↑  Ya, Hanzhang; Chen, Guansheng; Li, Peizhuan (1994). Biographies of the Tibetan spiritual leaders Panchen Erdenis. [S.l.]: Foreign Languages Press. p. 63. ISBN 7119016873
8. ↑  Zheng, Shan (2001). A history of development of Tibet. [S.l.]: Foreign Languages Press. p. 229. ISBN 7119018655
9. ↑  Memoirs of the Research Department of the Toyo Bunko: (the Oriental Library)., Issues 56–59. [S.l.]: Tôyô Bunko. 1998. p. 135
10. ↑  Smith 1997, pp. 116–7
11. ↑  Smith 1997, pp. 117–120
12. 1 2  Smith 1997, pp. 120–1
13. ↑  Karenina Kollmar-Paulenz, Kleine Geschichte Tibets, München 2006, pp. 109–122.
14. ↑  Mullin 2001, p. 285
15. 1 2 3 4  Stein 1972, pp. 85–88
16. ↑  Mullin 2001, p. 288
17. ↑  Mullin 2001, p. 290
18. ↑  Smith 1997, p. 125
19. ↑  Richardson, Hugh E. (1984). Tibet and its History. Second Edition, Revised and Updated, pp. 48–9. Shambhala. Boston & London. ISBN 0-87773-376-7 (pbk)
20. ↑  Schirokauer, 242
21. ↑  Smith 1997, p. 126
22. ↑  Smith 1997, pp. 125–6
23. ↑  Wang 2011, p. 30.
24. ↑  Dai 2009, p. 81.
25. ↑  Smith 1997, pp. 126–131
26. ↑  Wang Lixiong, "Reflections on Tibet" Arquivado em 2006-06-20 no Wayback Machine, New Left Review 14, March–April 2002:'"Tibetan local affairs were left to the willful actions of the Dalai Lama and the shapes [Kashag members]", he said. "The Commissioners were not only unable to take charge, they were also kept uninformed. This reduced the post of the Residential Commissioner in Tibet to name only.'
27. ↑  Huc, Évariste Régis (1852),  Hazlitt, William, ed., Travels in Tartary, Thibet, and China during the Years 1844–5–6, Vol. I, London: National Illustrated Library, p. 123.
28. ↑  Chapman, F. Spencer. (1940). Lhasa: The Holy City, p. 135. Readers Union Ltd., London.
29. ↑  Smith 1997, pp. 191–2
30. ↑  Wang 2001, pp. 170–3
31. ↑  Shirokauer, A Brief History of Chinese Civilization, Thompson Higher Education, (c) 2006, 244
32. 1 2  Frederick W. Mote, Imperial China 900–1800, Harvard University Press, 2003 p.938.
33. ↑  Shakabka reads this event as illustrating the Preceptor-Patron relationship between China and Tibet. The Emperor wrote a letter which read: The wheel of doctrine will be turned throughout the world through the powerfulk scripture foretold to endure as long as the sky. Next year, you will come to honor the day of by birth, enhancing my state of mind. I am enjoying thinking about your swiftly impending arrival. On the way, Panchen Ertini, you will bring about happiness through spreading Buddhism and affecting the welfare of Tibet and Mongolia. I am presently learning the Tibetan language. When we meet directly, I will speak with you with great joy.' W. D. Shakabpa, One hundred thousand moons, trans. Derek F. Maher, BRILL, 2010, p. 497.
34. ↑  The journey and meeting is described in Kate Teltscher, The high road to China: George Bogle, the Panchen Lama and the first British expedition to Tibet, Bloomsbury Publishing 2007, pp. 208–226.
35. ↑  In regard to kowtowing, Shakabpa writes:'As they were leaving, the emperor came to visit the all-seeing Rimpoché. As the Emperor was to remain there for three days, he went to prostrate to his spiritual father at a place called Tungling.' Shakabpa, ibid.p.500.
36. ↑  Frederick W. Mote, Imperial China, p.938.
37. ↑  Teltscher 2006, pp. 244–246
38. ↑  Derek Maher in W. D. Shakabpa, One hundred thousand moons, translated with a commentary by Derek F. Maher, BRILL, 2010 pp.486–7.
39. ↑  Goldstein 1989, p44
40. ↑  Brunnert, H. S. and Hagelstrom, V. V. Present Day Political Organization of China, Shanghai, 1912. p. 467.
41. ↑  stason.org, Stas Bekman: stas (at). «B6) What was Tibet's status during China's Qing dynasty (1644-1912)?». stason.org. Consultado em 17 de setembro de 2020
42. ↑  Chambers' Encyclopedia, Pergamon Press, New York, 1967, p637
43. ↑  Smith, Warren W., Jr., Tibetan Nation: A History Of Tibetan Nationalism And Sino-Tibetan Relations, Westview Press, 1997, ISBN 978-0-8133-3280-2, pp 134–135
44. ↑  Patrick Taveirne,Han-Mongol encounters and missionary endeavors, Leuven University Press, 2004, p.89.
45. ↑  Goldstein 1989, p.44, n.13
46. 1 2  Taveirne,Han-Mongol encounters, p. 89.
47. ↑  Mullin 2001, p. 358
48. ↑  Smith 1996, p. 151
49. 1 2  Grunfeld 1996, p. 47
50. ↑  Smith 1996, pg. 138
51. ↑  Smith 1997, p. 140, n, 59
52. ↑  Mullin 2001, pp. 369–370
53. ↑  «Tibet Justice Center - Legal Materials on Tibet - Treaties and Conventions Relating to Tibet - Convention Relating to Burmah and Thibet (1886) [381]». www.tibetjustice.org. Consultado em 17 de setembro de 2020
54. ↑  «Tibet Justice Center - Legal Materials on Tibet - Treaties and Conventions Relating to Tibet - Convention Between Great Britain and China Relating to Sikkim and Tibet (1890) [382]». www.tibetjustice.org. Consultado em 17 de setembro de 2020
55. ↑  Powers 2004, pg. 80
56. ↑  Michael C. Van Walt Van Praag. The Status of Tibet: History, Rights and Prospects in International Law, p. 37. (1987). London, Wisdom Publications. ISBN 978-0-8133-0394-9.
57. ↑  Convention Between Great Britain and Thibet (1904)
58. ↑  «Tibet Justice Center - Legal Materials on Tibet - Treaties and Conventions Relating to Tibet - Convention Between Great Britain and China Respecting Tibet (1906) [389]». www.tibetjustice.org. Consultado em 17 de setembro de 2020
59. ↑  Melvyn C. Goldstein, Tibet, China and the United States: Reflections on the Tibet Question. Arquivado em 2006-11-06 no Wayback Machine, 1995
60. 1 2  Convention Between Great Britain and Russia (1907)